# Oprisavci
Oprisavci es un municipio de Croacia en el condado de Brod-Posavina.

## Geografía
Se encuentra a una altitud de 87 m s. n. m. a 213 km de la capital nacional, Zagreb.

## Demografía
En el censo 2011 el total de población del municipio fue de 2 508 habitantes, distribuidos en las siguientes localidades:
- Novi Grad -  303
- Oprisavci - 886
- Poljanci - 255
- Prnjavor - 232
- Stružani - 169
- Svilaj - 285
- Trnjanski Kuti - 345
- Zoljani - 33

| Gráfica de población de Oprisavci 1857-2011                         |
|                                                                     |
| Según los censos de población de la oficina estadística de Croacia. |